# Таджу Салу
Таджу Салу (фр. Tadjou Salou, 24 грудня 1974, Ломе — 2 квітня 2007) — тоголезький футболіст, що грав на позиції захисника, у тому числі за швейцарські «Серветт» та «Етуаль Каруж». Був капітаном національної збірної Того.

## Клубна кар'єра
У дорослому футболі дебютував 1992 року виступами за команду «Модель», згодом грав за «Олімпік Агаза» та туніський «Клуб Африкен».
1996 року на запрошення клубу «Серветт» перебрався до Швейцарії. Спочатку мав регулярну ігрову практику, однак згодом став гравцем резерву і з'являвся на полі лише епізодично. Пізніше у 2001–2004 роках виступав у другому і третьому швейцарських дивізіонах за «Етуаль Каруж».
2004 року повернувся на батьківщину, де захищав кольори команд «Олімпік Агаза», «Дуан» та «Етуаль Філант».

## Виступи за збірну
1992 року дебютував в офіційних матчах за національну збірну Того.
У складі збірної був учасником Кубка африканських націй 2000 року в Гані та Нігерії. Був капітаном національної команди. Брав участь в іграх успішного для тоголезців відбору на чемпіонат світу 2006 року, проте у заявку на історичну першу для команди Того світову першість не потрапив.
Помер 2 квітня 2007 року на 33-му році життя після «тривалої хороби».